# تذبذب (رياضيات)

التذبذب من سلسلة (كما هو موضح باللون الأزرق) هو الفرق بين الحد الأعلى و الحد أدنى من التسلسل.

في الرياضيات، تذبذب دالة أو تسلسل هو رقم يحدد مقدار هذا التسلسل أو الوظيفة التي تختلف بين قيمها القصوى عندما تقترب من اللانهاية أو نقطة. كما هو الحال مع الحدود ، هناك العديد من التعريفات التي تضع المفهوم الحدسي في شكل مناسب للعلاج الرياضي: تذبذب سلسلة من الأرقام الحقيقية ، وتذبذب دالة ذات قيمة حقيقية عند نقطة ما ، وتذبذب دالة على فاصل (أو مجموعة مفتوحة).